# 即興曲第1番 (ショパン)
即興曲第1番（そっきょうきょくだいいちばん）変イ長調 作品29 は、フレデリック・ショパンが1837年に作曲した初期のピアノ曲。翌年に出版され、キャロリーヌ・ドゥ・ロボー伯爵令嬢に献呈された。

## 概要
本来、即興曲とはソナタ形式やロンド形式などの形式に当てはまらない作品であるが、ショパンの即興曲はいずれも三部形式に近く、「即興」という割には構成的に仕上がっている。その第1作である本作は優美な曲想で、フレデリック・ニークスによって「泉のごとく泡立ち、輝きわたり、岸辺を覆う茂みから漏れる陽光がその上に揺らぐ」と評されている。

## 構成

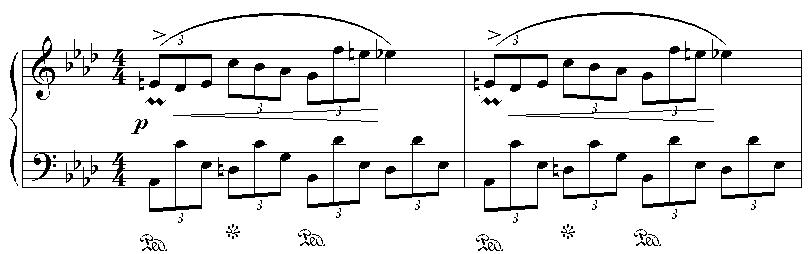
冒頭部分

変イ長調、アレグロ・アッサイ・クアジ・プレスト、4分の4拍子。
もともとは2分の2拍子を予定していたが、4分の4拍子に改められている。冒頭から変イ長調の3連符が両手で登場する。主題部最後に下降音階が清楚な感じを出している。
中間部はヘ短調の詠嘆的な部分。ここでも右手のコロラトゥーラは少し蠱惑的である。再び主題部に戻りそのまま反復された後、コーダで終止。このコーダのテンポ設定を無視して演奏するピアニストも多い。